# Elpídio Malaquias
Elpídeo Malaquias  (Cariacica, 1919) foi um pintor brasileiro que utilizava-se de tinta a óleo brilhante e esmalte sintético nas suas obras. Não teve acesso à educação formal. Assinava as suas próprias obras como "E.M.S - o enventor da arte”.  Sua vida e obra aparecem no catálago intitulado "Diário: impressões de uma vida" da professora Betina Gatti.

## Biografia

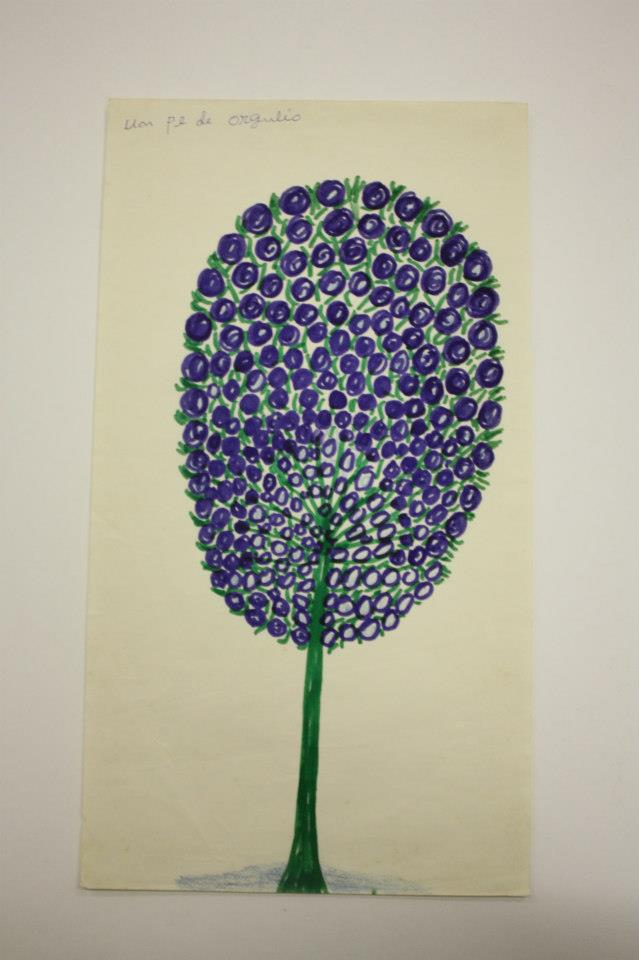
Um pé de orgulio

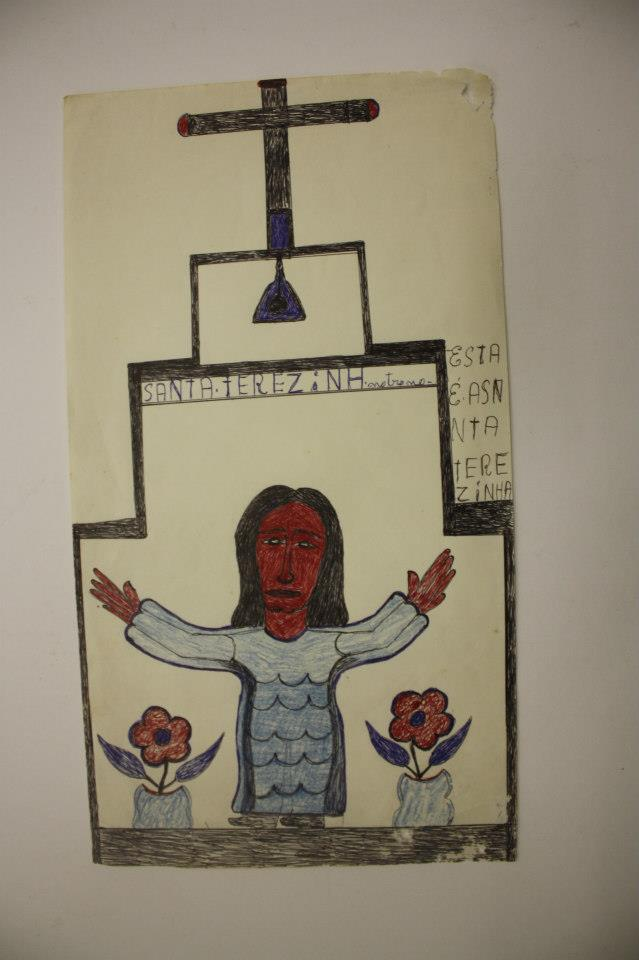
Santa Terezinha - Elpídio

Malaquias apresentou ainda na infância aptidão para as artes. Nasceu em Cariacica, município da Grande Vitória, e  cresceu em uma fazenda no interior do estado de Minas Gerais onde foi lavrador e boiadeiro. 
Suas produções artísticas são marcadas pela influência do ambiente rural com bichos e flores sempre presentes e da religiosidade, em que a figura humana é retratada com elementos como santos católicos, terços e da figura de Cristo acompanhada de suas frases. Uma outra característica marcante em suas obras é a musicalidade de seus escritos deixados nas obras. Com uma escrita simples, Elpídio Malaquias expressa com poesia o sentimento em que deseja passar em seus desenhos. Seu contato com as palavras começou com 18 anos quando aprendeu a escrever seu nome. 
Foi autodidata, “tudo o que eu faço é inventado. Eu nunca estudei. Tudo sai de dentro da minha memória... sou um inventor das minhas artes, das minhas obras”. 

## Técnicas
Ele utilizava tinta óleo brilhante e esmalte sintético, mas usava também canetas esferográficas e canetinhas.  As cores de suas pinturas eram quase sempre as saturadas e não havia preocupação com a profundidade. Seu trabalho pode ser considerado como naïf, uma das escolas artísticas mais fortes no Espírito Santo.

## Características das Obras
É marcada pela regionalidade e religiosidade e de sua interação com a vida. Em grande parte de suas obras ele desenha um olho em suas pinturas como uma exteriorização de seus conhecimentos. Ele escrevia os títulos nas próprias obras, assinava “E.M.S - o enventor da arte”. Como complementos aos seus desenhos, ele usava a escrita sempre relacionando ao tema. A música e os instrumentos musicais também estão presentes em suas obras. Malaquias usava as flautas que ele mesmo produzia de canos de PVC para dar suporte as suas pinturas.

## Exposições
Exposições Individuais

1977 - Vitória ES - Individual, na Galeria Homero Massena
1981 - Alunos da UFES produziram audiovisual sobre o artista, exibido no Festival da Funarte
1983 - Vitória ES - Individual, na Galeria de Arte e Pesquisa da Ufes
1994 - Vitória ES - Individual, na Galeria Homero Massena
1999 - Santa Leopoldina ES - Elpídio Malaquias: O Rei do Pavãozinho, no Espaço Cultural Luz del Fuego 

Exposições Coletivas

s.d. - Espírito Santo - Coletiva Itinerante do Acervo da Galeria Homero Massena
1977 - Rio de Janeiro RJ - Coletiva, com Anderson Medeiros, na Galeria Atual
1982 - Rio de Janeiro RJ - Coletiva, na Galeria Ato Original
1982 - Vitória ES - 1º Salão de Artes Plásticas Capixaba, s.i. (Premiado)
1990 - Vitória ES - Primitivistas do Espírito Santo, na Galeria de Arte Álvaro Conde
1994 - Piracicaba SP - Bienal Brasileira de Arte Naif, pintura, no Sesc 
1997 - Curitiba PR - A Arte Contemporânea da Gravura, no Museu Metropolitano de Arte de Curitiba
2014 - Vitória ES - Cúando tú for mi leva, Galeria de Arte Espaço Universitário (GAEU)

## Livros sobre o artista
Reinado Poético de Malaquias - O Enventor. Bettina Gatti, 2010.